# Holmasjön, Östergötland
Holmasjön är en sjö i Motala kommun i Östergötland och ingår i Motala ströms huvudavrinningsområde. Sjön har en area på 0,188 kvadratkilometer och ligger 98,2 meter över havet. Vid provfiske har bland annat abborre, gädda, mört och sarv fångats i sjön.

## Delavrinningsområde
Holmasjön ingår i det delavrinningsområde (650249-146608) som SMHI kallar för Utloppet av Stråken. Medelhöjden är 99 meter över havet och ytan är 53,38 kvadratkilometer. Räknas de 7 avrinningsområdena uppströms in blir den ackumulerade arean 145,99 kvadratkilometer. Hällestadsån (Storån) som avvattnar avrinningsområdet har biflödesordning 2, vilket innebär att vattnet flödar genom totalt 2 vattendrag innan det når havet efter 84 kilometer. Avrinningsområdet består mestadels av skog (72 procent). Avrinningsområdet har 4,39 kvadratkilometer vattenytor vilket ger det en sjöprocent på 8,2 procent.

## Fisk
Vid provfiske har följande fisk fångats i sjön:
- Abborre
- Gädda
- Mört
- Sarv
- Sutare